# 中野正康
中野 正康（なかの まさやす、1967年〈昭和42年〉1月27日 - ）は、日本の政治家、総務官僚。愛知県一宮市長（3期）。

## 来歴
愛知県一宮市出身。一宮市立朝日東小学校、一宮市立尾西第二中学校、愛知県立千種高等学校卒業。少年時代はサッカーに明け暮れ、高校時代はサッカー部で「週に6日の朝練に励み、チームの役に立ちたい」と頑張ったと語る。東京大学法学部（行政法：小早川ゼミ）卒業。
1990年、郵政省へ入省。郵政省時代には放送行政局にてメディア関連の業務に携わる。その後南カリフォルニア大学への留学を経て1996年から1年間、新潟県村上市の村上郵便局局長を務める。
2005年から2008年まで外務省への省庁派遣を受け、欧州連合日本政府代表部書記官としてブリュッセル（ベルギー）に駐在。日本帰朝後は2008年に総務省情報通信国際戦略局多国間経済室室長、2009年に総務省情報流通行政局情報セキュリティ対策室室長に就任。2011年7月、博報堂に出向。
2012年、総務省を退官。同年12月の第46回衆議院議員総選挙に愛知県第9区から日本維新の会公認で立候補するも、自由民主党の長坂康正に敗れて落選した。

### 2015年一宮市長選挙
2014年6月25日、一宮市長の谷一夫は5選不出馬を表明。同年10月上旬、中野は谷の後継指名を受けて任期満了に伴う市長選へ立候補する意向を表明。
市議会議長を務めた神戸秀雄の息子で、市議2期目の神戸健太郎もその頃、市長への転身を模索していた。保守系政治家の支持が中野に集まっていくのを見た神戸は、10月下旬に出馬を一旦断念。12月21日頃、神戸は、衆院選で6選を果たしたばかりの江崎鐵磨に「4期務めた市長が自ら後継を立てるのはやはり納得がいかない」と相談。中野の支持を決めていた江崎から「出るなら後押しする」と言われ、12月27日に出馬表明した。
谷は任期満了より4日早い2015年1月19日付で辞職。同年2月1日に行われた一宮市長選挙で神戸、連合愛知の推薦を受けた元市議の細谷正希、一宮タイムス社長の高橋一ら4候補を破り初当選を果たした。同年2月3日に当選証書交付を得て正式に第9代一宮市長に就任した（任期開始日は2月1日）。後に神戸は愛知県議会議員選挙に当選、高橋は一宮市議会議員選挙に当選している。
※当日有権者数：305,225人 最終投票率：42.50%（前回比：＋15.15pts）
| 候補者名   | 年齢 | 所属党派 | 新旧別 | 得票数   | 得票率 | 推薦・支持         |
| ---------- | ---- | -------- | ------ | -------- | ------ | ------------------ |
| 中野正康   | 48   | 無所属   | 新     | 40,752票 | 32.13% |                    |
| 神戸健太郎 | 54   | 無所属   | 新     | 35,795票 | 28.22% |                    |
| 細谷正希   | 46   | 無所属   | 新     | 27,279票 | 21.50% | （推薦）連合愛知   |
| 高橋一     | 54   | 無所属   | 新     | 14,101票 | 11.12% |                    |
| 鈴木義一   | 57   | 諸派     | 新     | 8,916票  | 7.03%  | （推薦）日本共産党 |

2019年1月13日執行の一宮市長選挙で日本共産党推薦の新人を破り、2期目の当選を果たした。投票率は27.35％で、過去最低を記録した。
※当日有権者数：314,664人 最終投票率：27.35%（前回比：-15.15pts）
| 候補者名 | 年齢 | 所属党派 | 新旧別 | 得票数   | 得票率 | 推薦・支持         |
| -------- | ---- | -------- | ------ | -------- | ------ | ------------------ |
| 中野正康 | 51   | 無所属   | 現     | 69,737票 | 82.24% |                    |
| 伊藤幸康 | 74   | 無所属   | 新     | 15,059票 | 17.76% | （推薦）日本共産党 |

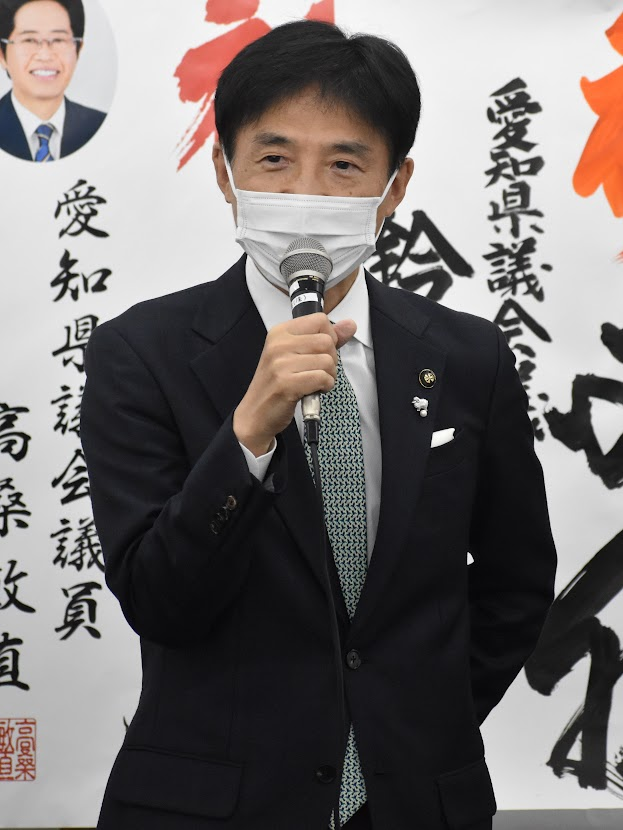
2021年10月26日、衆議院議員江﨑鐵磨の応援演説をする中野

2022年（令和4年）10月19日、3選を目指して無所属で立候補する意向を固めたことが分かった。市議会の大半の会派が支持に回る。
2023年（令和5年）1月15日投開票の市長選挙で3選。
※当日有権者数：312,777人 最終投票率：27.93%（前回比：+0.58pts）
| 候補者名 | 年齢 | 所属党派 | 新旧別 | 得票数   | 得票率 | 推薦・支持 |
| -------- | ---- | -------- | ------ | -------- | ------ | ---------- |
| 中野正康 | 55   | 無所属   | 現     | 63,949票 | 74.05% |            |
| 平松晃   | 69   | 無所属   | 新     | 22,414票 | 25.95% |            |

## 政策・主張
2012年衆院選時
- 日本国憲法改正に賛成[22]。
- 集団的自衛権の行使を禁じた政府の憲法解釈を見直すべき[22]。
- 2030年代の原発稼働ゼロを目指す政府の目標を支持する[22]。
- 米軍普天間飛行場の移設先について、沖縄県以外の国内[22]。
- 日本の核武装について、今後の国際情勢によっては検討すべき[22]。

一宮市長として
- 2018年2月27日、市制施行100周年となる2021年に中核市に移行することを目指すと表明した[23]。2020年10月9日、閣議で一宮市と松本市が2021年4月1日に中核市に移行することが決定した[24]。
- 2020年4月15日、新型コロナウイルス感染症の拡大を受け、一宮七夕まつりを中止する方針を発表。中止で不要となった約4,900万円の祭り予算を、中小事業者支援事業などに充てることを検討すると述べた[25]。さらに4月24日、一宮市が「モーニングサービス発祥の地」であることに鑑み、昼間営業が多い喫茶店など県の休業協力金制度で対象外となった事業所に、10万円の協力金を支給する独自の支援策を発表した[26]。
- 2022年9月1日、性的少数者（LGBTなど）のカップルを婚姻相当とし、加えて同一生計の子をファミリーとして宣誓することを可能とする「一宮市パートナーシップ・ファミリーシップ宣誓制度」を導入した[27]。

## 人物
- 妻は、宝塚歌劇団70期生で元男役の風見玲央（本名：中野万知子）[28][29]。
- 大学時代、仲間とパンク・ロックのコピーバンドを組んでいた[30]。